# بوگاچیتسا (استان اوپوله)

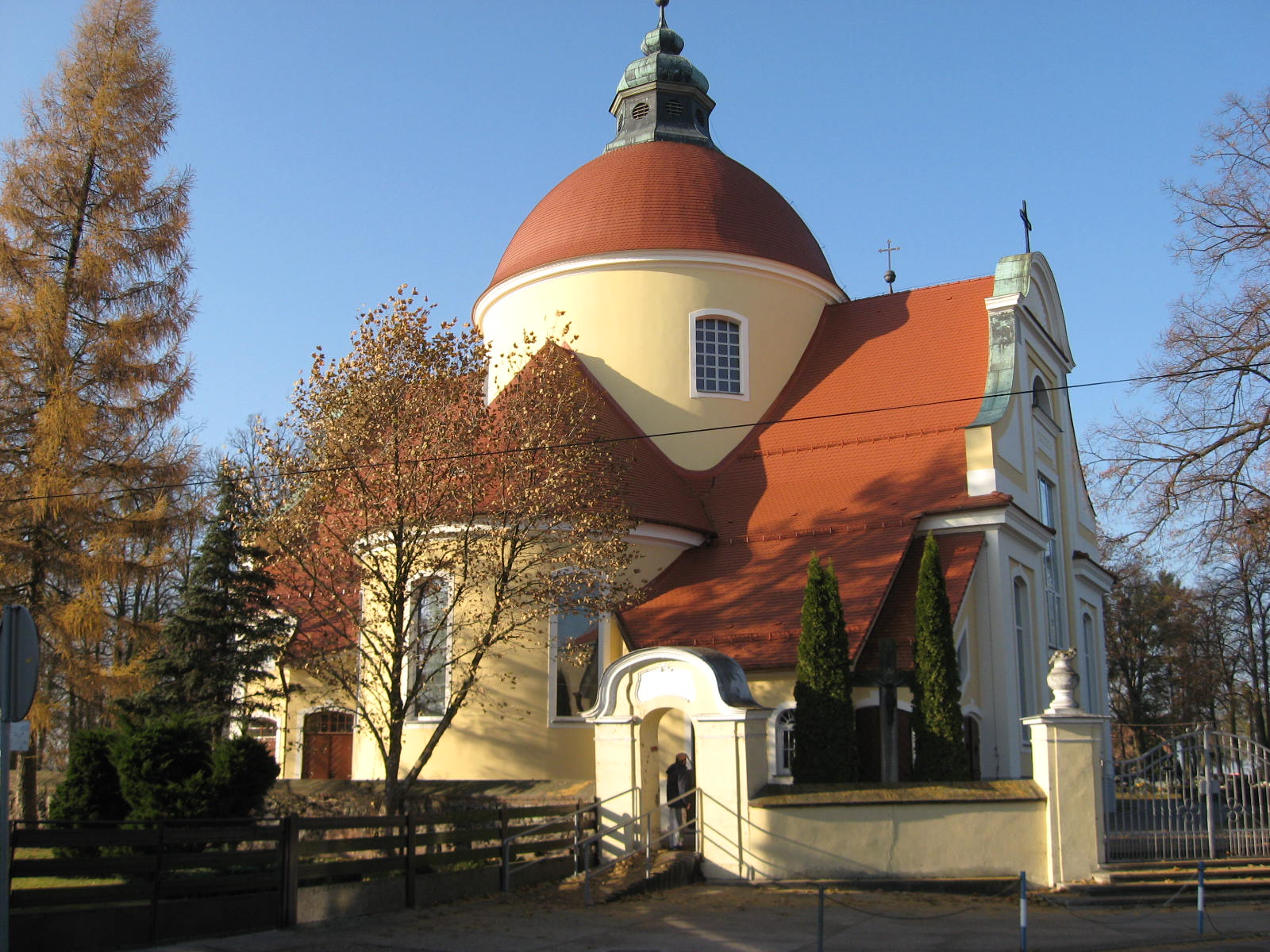
منطقه مسکونی در لهستان

بوگاچیتسا (به لهستانی:  Bogacica) یک روستا در لهستان است که در گمینا کلوچبورک واقع شده‌است. بوگاچیتسا ۱٬۵۲۰ نفر جمعیت دارد.